# Schwabinger Krawalle
Als Schwabinger Krawalle werden die Unruhen bezeichnet, die im Juni 1962 im Münchener Stadtteil Schwabing stattfanden.

## Verlauf

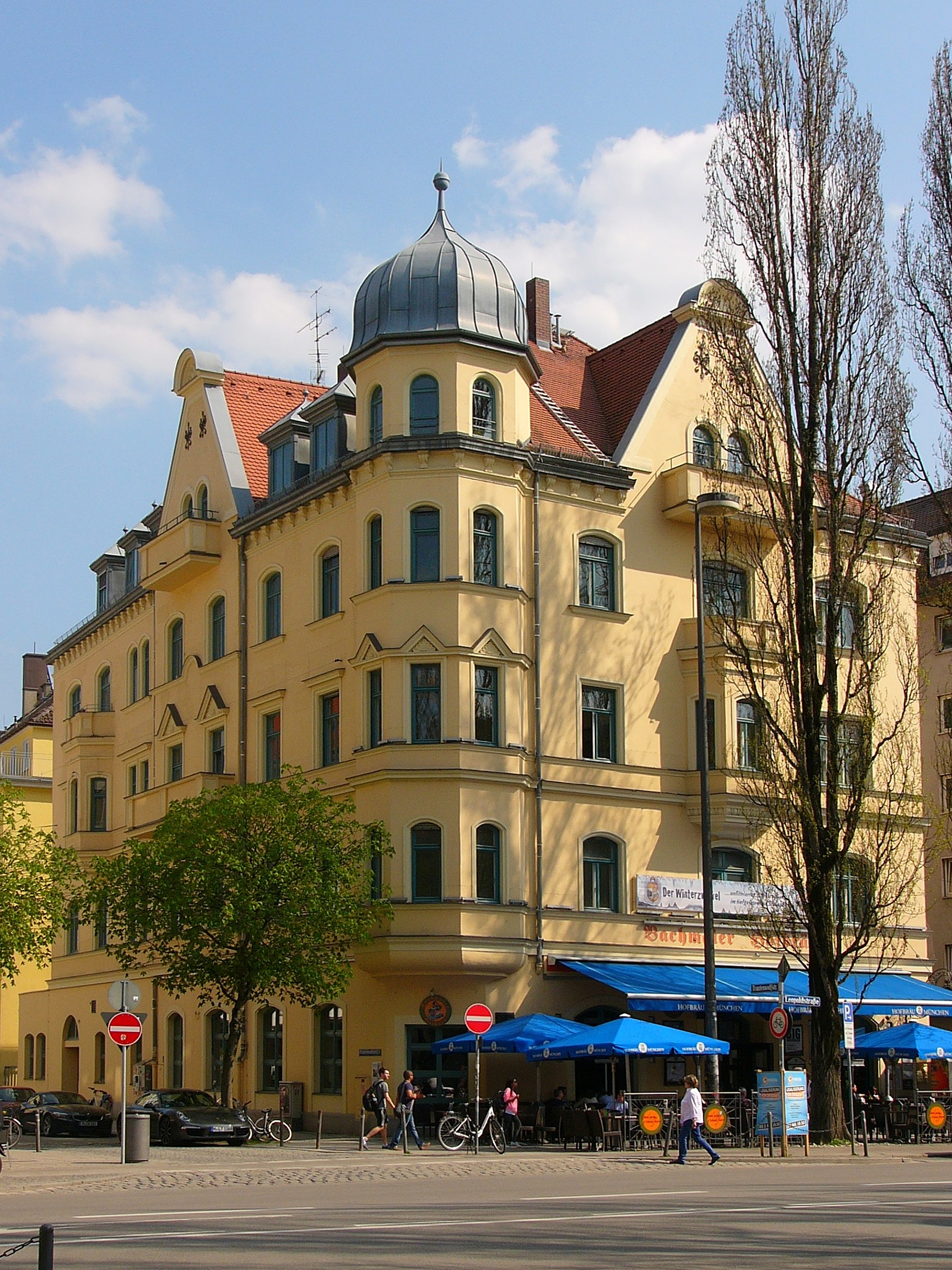
Leopoldstraße 50, Adresse der damaligen „Gaststätte Leopold“, vor der der Polizeieinsatz stattfand

Weil eine Gruppe jugendlicher Straßenmusikanten am 21. Juni 1962 noch nach 22.30 Uhr spielte, riefen ein Stadtrat und Anwohner der Leopoldstraße nach einem erfolglosen Versuch, selbst für Ruhe zu sorgen, die Polizei. Bei deren Versuch (unter Polizeipräsident Anton Heigl), die Gruppe aufzulösen und die Musiker vorläufig festzunehmen, kam es zu Rangeleien mit Jugendlichen, und die Situation eskalierte: In der Nacht und an den folgenden vier Tagen kam es in der gesamten Umgebung der Ludwig-Maximilians-Universität (LMU) zu Straßenschlachten zwischen geschätzt 1000 bis 5000 vor allem jugendlichen Protestteilnehmern und zum Teil berittenen Polizisten.

## Folgen
Es entstand hoher Sachschaden. Insgesamt wurden etwa 400 Personen festgenommen, einige wurden später zu Geld- oder Freiheitsstrafen verurteilt. Die zahlreichen Anzeigen gegen Polizisten blieben zumeist folgenlos.
Zwischen der Militanz auf Seiten mancher Protestierer und dem massiven Schlagstockgebrauch der Polizei bestand eine gewisse Wechselwirkung, sodass die öffentliche Kritik an den Methoden der Polizei immer lauter wurde. Nach den Unruhen erarbeitete die Münchener Polizei unter der Federführung von Manfred Schreiber ein Konzept, das erstmals in Deutschland auf Ansätze zur Deeskalation setzte, um zukünftige Ereignisse dieser Art zu vermeiden („Münchner Linie“). Im Zuge der Polizeireformen wurde in München nun ein Polizeipsychologe eingesetzt, zugleich aber auch die Mittel der Strafverfolgung durch den Einsatz von Filmteams ausgebaut.
Einer der Teilnehmer an den Krawallen war der damals noch eher unpolitische spätere RAF-Gründer Andreas Baader. Die Bedeutung der „Schwabinger Krawalle“ für die politische Entwicklung Baaders wurde vielfach diskutiert. Baaders Mutter selbst berichtet, dass Andreas Baader unter dem Eindruck der „Krawalle“ gesagt habe: „Weißt du Mutter, in einem Staat, wo die Polizei mit Gummiknüppeln gegen singende junge Leute vorgeht, da ist etwas nicht in Ordnung.“ Der Publizist Butz Peters ist sich sicher, dass die Ereignisse des Münchner Stadtsommers 1962 „ein Schockerlebnis für den Neunzehnjährigen“ gewesen seien.

## Bewertung

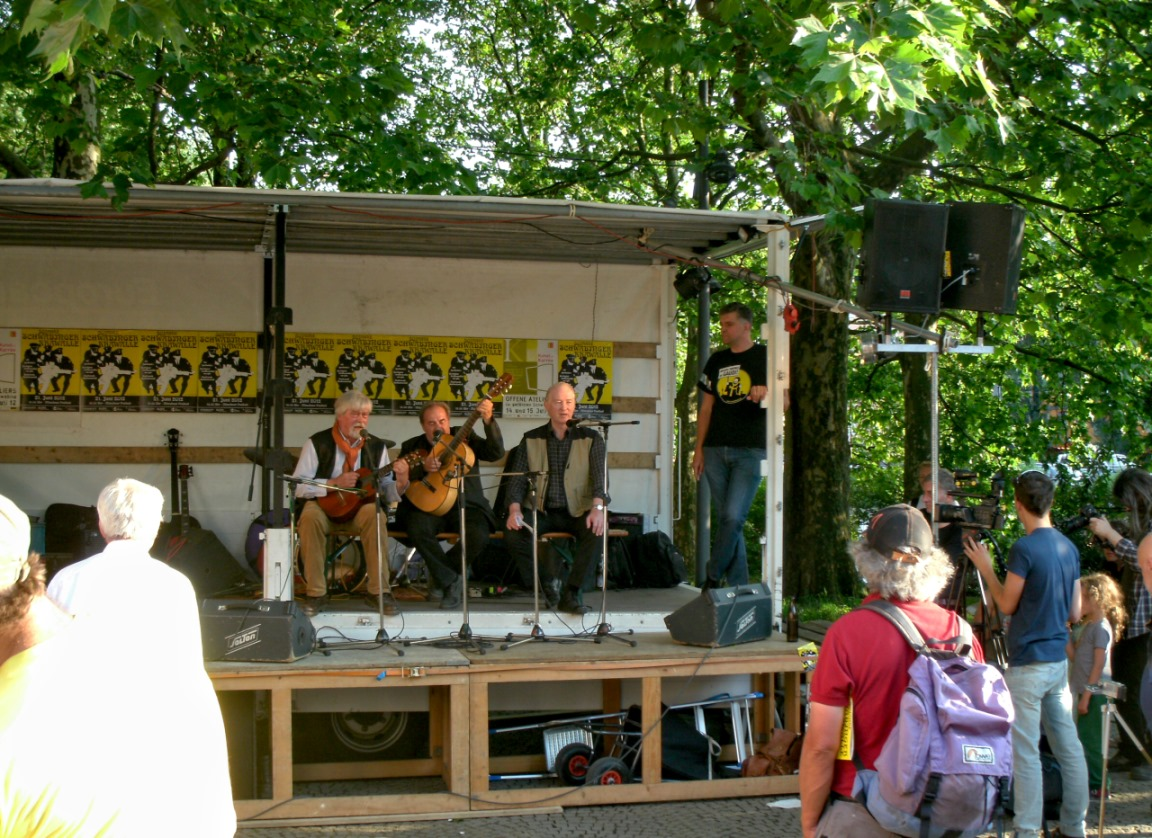
Zum Jahrestag der Schwabinger Krawalle fanden sich drei der Musiker am 20. Juni 2012 noch einmal auf der Bühne zusammen

Die „Schwabinger Krawalle“ gehören nach Ansicht des Historikers Detlef Siegfried (Universität Kopenhagen) „zu den herausragenden immateriellen Erinnerungsorten der Bundesrepublik – ein mythisches Ereignis, das das Ende der Adenauer-Ära und die Liberalisierung der Bundesrepublik anzuzeigen scheint.“
Die zeithistorische Verortung der Schwabinger Krawalle zwischen den sogenannten Halbstarkenkrawallen der späten 1950er Jahre und den Studentenunruhen der 68er-Bewegung ist bis heute Gegenstand der Diskussion. An den Protesten hatten sich Hochschüler, aber auch Lehrlinge und junge Arbeiter beteiligt. Konkrete politische Forderungen wurden zunächst nicht erhoben; im Mittelpunkt stand der Anspruch auf kulturelle Selbstbestimmung. Der Historiker Stefan Hemler spricht von einem „generationell-jugendkulturellen Konfliktsignal“, das nur in einem abstrakteren Sinne als „einer der Vorboten von ‚1968‘“ bezeichnet werden könne.